# Mouvement de Libération du Congo
Die Mouvement de Libération du Congo (manchmal auch Mouvement de Libération Congolais oder Mouvement pour la Liberation du Congo, dt. Bewegung für die Befreiung des Kongo, abgekürzt MLC) ist eine nationalistische politische Partei in der Demokratischen Republik Kongo. 

## Einfluss
Sie war eine aufständische Bewegung, die im zweiten Kongokrieg unterstützt durch die Regierung von Uganda die Regierung Laurent-Désiré Kabilas und später auch die von dessen Sohn bekämpfte. In der Übergangsregierung nach dem zweiten Kongokrieg bildet sie eine bedeutende Macht, ihr Gründer und Führer Jean-Pierre Bemba war nach dem Friedensvertrag (2002) von 2003 bis 2006 Vizepräsident der DR Kongo.
Während des zweiten Kongokrieges kontrollierte das MLC große Teile des kongolesischen Nordens, insbesondere die Provinz Équateur. Die dortige Stadt Gbadolite ist noch heute Hauptquartier der Partei. Neben dem Vizepräsidenten stellt die Partei den Logistikchef der Armee und den Chef der nationalen Marine. Zwei der zehn Militärdistrikte des Kongo unterstehen dem MLC.

## Kriegsverbrechen
Der Gründer der Bewegung, Jean-Pierre Bemba, ist am Internationalen Strafgerichtshof wegen mehrerer Punkte angeklagt die 1500 Soldaten der MLC zwischen Oktober 2002 und März 2003 in Zentralafrika begangen haben sollen. So sollen hunderte Menschen (759 vom Gericht offiziell bestätigt) zwischen sieben und siebzig Jahren gefoltert, vergewaltigt und getötet worden sein. Der Prozess begann am 22. November 2010, das Urteil wurde am 21. März 2016 verkündet und Bemba wegen Verbrechen gegen die Menschlichkeit und Kriegsverbrechen verurteilt.